# Val-de-Chaise
Val-de-Chaise – gmina we Francji, w regionie Owernia-Rodan-Alpy, w departamencie Górna Sabaudia. W 2013 roku liczba ludności wynosiła 1281 mieszkańców. 
Gmina została utworzona 1 stycznia 2016 roku z połączenia dwóch ówczesnych gmin: Cons-Sainte-Colombe oraz Marlens. Siedzibą gminy została miejscowość Marlens.